# Adriana Valerio
Adriana Valerio (Sperone, 26 aprile 1952) è una storica e teologa italiana.
Da più di trent'anni impegnata nel reperire fonti e testimonianze per la ricostruzione della memoria delle donne nella storia del cristianesimo. Tra le prime italiane laureate in teologia, ha posto alla fine degli anni '80 la questione della storia dell'esegesi femminile, divenendo una delle più riconosciute esperte nel campo.
È autrice di numerosi saggi e ha tenuto conferenze in Italia e all'estero (Svizzera, Germania, Belgio, Svezia, Spagna, Francia, Regno Unito, Paesi Bassi, Ungheria, Repubblica Ceca, Bulgaria, Austria, Cuba).

## Biografia
Laureata in Filosofia (Napoli 1975) e in Teologia (Napoli 1982) dopo aver conseguito la licenza di teologia a Friburgo in Svizzera, ha insegnato Storia del Cristianesimo e delle Chiese presso l'Università degli Studi di Napoli Federico II. 
È stata (2001-2003) delegata ONU (presso le sedi di Ginevra e di Vienna) e responsabile dei rapporti internazionali per conto della St. Joans International Alliance (to secure de jure and de facto equality between women and men in state, society and church, sede Bruxelles) e ha diretto per tre anni (1998-2002) il Centro Adelaide Pignatelli per la ricerca storico-religiosa delle donne (Università degli Studi Suor Orsola Benincasa). 
Consigliera presso la Consulta Regionale Femminile della Regione Campania, è stata inoltre promotrice dell'agreement Socrates-Erasmus tra la Federico II e l'Instituto de Estudios de la Mujer, Università di Granada, Spagna (1999-2008). 
Tra le fondatrici del Coordinamento delle teologhe italiane, dal 2003 al 2007 è stata presidente dell'AFERT (Associazione Femminile Europea per la Ricerca Teologica) e presidente emerito della Fondazione Valerio per la Storia delle Donne, (2003-2013), quest'ultima nata nel 2003 dall'esigenza di incentivare e sostenere gli studi relativi alla storia delle donne nei suoi molteplici e variegati aspetti. 
Nel 2018 ha donato la propria biblioteca alle Sorelle della sacra Famiglia di Verona costituendo il Fondo Adriana Valerio nella sezione "Donne e Fede" della Biblioteca Leopoldina Naudet. 
Il 1 maggio 2022, viene nominata da don Mimmo Battaglia, arcivescovo di Napoli, Delegata Arcivescovile per il settore laicato.
In occasione dei lavori per il XXXI Sinodo diocesano ha curato e presentato il progetto "Donne in dialogo nella Chiesa di Napoli", volto a dare visibilità alle donne che hanno dato un contributo significativo al tessuto culturale e religioso della città.

## Progetti
Con la Fondazione Valerio ha avviato quattro progetti internazionali che coinvolgono studiosi da tutto il mondo impegnati nella ricostruzione dell'identità storica e religiosa delle donne. 
1. L'Archivio per la storia delle donne, che intende perseguire l'obiettivo di offrire fonti, documenti e discussioni sulla storia delle donne
2. Le donne e i luoghi della memoria, per una più approfondita conoscenza al'interno delle città storiche delle tante istituzioni fondate o guidate da donne
3. Donne e potere a Napoli, dagli Angioini all'Unità d'Italia, per offrire un contributo storico sul ruolo delle regine e sulla partecipazione delle donne all'esercizio del potere nella realtà partenopea
4. La Bibbia e le Donne, in 4 lingue, che intende studiare la Bibbia e la storia della sua ricezione  relativamente al rapporto delle donne con il testo sacro.

I volumi della collana, La Bibbia e Le Donne. Esegesi, Cultura e Storia, sono pubblicati con la casa editrice il Pozzo di Giacobbe e si propongono una rilettura della Bibbia e della sua influenza nella storia dell'Occidente, relativamente al ruolo e all'identità delle donne. Tra i testi editi: La Tora, i Vangeli, i Padri, Il Medioevo, La Controriforma, l'Ottocento.

## Opere

### Volumi
- La questione femminile nei secoli X-XII. Una rilettura storica di alcune esperienze in Campania, D'Auria, Napoli 1983
- Cristianesimo al femminile. Donne protagoniste nella storia delle Chiese, D'Auria, Napoli 1990
- Domenica da Paradiso. Profezia e politica di una mistica del Rinascimento, Centro Studi Altomedioevo di Spoleto, Spoleto 1992
- Girolamo Savonarola, Fede e speranza di un profeta, introduzione, traduzione e note di Adriana Valerio,  Ed. San Paolo, Milano 1998
- I Luoghi della Memoria. Istituti Religiosi Femminili a Napoli dal IV al XVI secolo, Voyage Pittoresque, Napoli 2000
- I Luoghi della Memoria. Istituti Religiosi Femminili a Napoli dal 1600 al 1861, Voyage Pittoresque, Napoli 2007
- Madri del Concilio. Ventitré donne al Vaticano II, Carocci, Roma 2012
- Le ribelli di Dio. Donne e Bibbia tra mito e storia, Feltrinelli, Milano, 2014
- As 23 mulheres do Concílio. A presença feminina no Vaticano II, Paulinas, Prior Velho 2012
- «Carche di dolore e bisognose d’aita». La Cronaca di Fulvia Caracciolo, monaca di S. Gregorio Armeno (1580). Studio e testo critico di fonti del Cinquecento, Fridericiana, Napoli 2013
- A presença feminina no Vaticano II. As 23 mulheres do Concílio, Pia Sociedade Filhas de São Paulo, São Paulo (Brazil) 2014
- Misericordia. Nel cuore della riconciliazione, Il Segno dei Gabrielli, San Pietro in Cariano (VR) 2015.
- Donne e Chiesa. Una storia di genere, Carocci, Roma 2016
- Il potere delle donne nella Chiesa. Giuditta, Chiara e le altre, Laterza, Roma-Bari 2016
- Mujeres e iglesia. Una Historia de género, Benilde, Sevilla 2017
- Maria di Nazaret. Storia, tradizioni, dogmi, Il Mulino, Bologna 2017
- Maria Montessori, Maria Pacini Fazzi, Lucca 2019
- Maria Maddalena. Equivoci, storie, rappresentazioni, Il Mulino, Bologna 2020+1
- Quell'«inutile carezza». Vittorina Gementi, storia di una santa laica, Paoline, Roma 2021.
- Eretiche. Donne che riflettono, osano, resistono, Il Mulino, Bologna 2022
- Un tantillo di fe' mi ha salvata! Maria Lorenza Longo, fondatrice dell'Ospedale degli Incurabili e delle Monache Cappuccine, Paoline, Milano 2023

### Volumi in collaborazione
- Adriana Valerio, Clementina Mazzucco e Cettina Militello, L'amicizia tra uomo e donna nei primi secoli del cristianesimo, Ed. Paoline, Milano 1990
- Adriana Valerio, Romeo De Maio e Gennaro Barbuto, Le fonti della Storia moderna, Loescher, Torino 1993
- Adriana Valerio e Rita Librandi, M. Celeste Crostarosa, Le Lettere, Materdomini, Avellino 1996
- Adriana Valerio e Rita Librandi, I Sermoni di Domenica da Paradiso. Studi e testo critico, Ed. del Galluzzo, Firenze 1999
- Adriana Valerio, Rosa Casapullo e Margherita Cerniglia, L'Autobiografia di Arcangela Biondini. Studi e testo critico. Libro Primo, Fridericiana, Napoli 2009

### Volumi curati
- Adriana Valerio (a cura di), Donna potere e profezia, D'Auria, Napoli 1995
- Adriana Valerio e Maria Luisa Silvestre (a cura di), Donne in viaggio. Viaggio religioso, politico, metaforico, Laterza, Roma-Bari  1999
- Adriana Valerio e Giuseppe Galasso (a cura di), Donne e religione a Napoli (secoli XVI-XVIII), Franco Angeli, Milano 2001
- Adriana Valerio, Francesco Santi e Claudio Leonardi (a cura di), La Bibbia nell'interpretazione delle donne, Ed. del Galluzzo, Firenze 2002
- Adriana Valerio e Giuliana Boccadamo (a cura di), Storia minima al femminile del monastero napoletano di Santa Monica, D'Auria, Napoli 2003
- Adriana Valerio (a cura di), Archivio per la Storia delle Donne, voll. 1 e 2, D'Auria, Napoli 2004-2005; voll. 3-6, Il Pozzo di Giacobbe, Trapani 2007-2009
- Adriana Valerio, Valeria Ferrari Schiefer, Angela Berlis, Sabine Bieberstein (a cura di), Theological Women's Studies in Southern Europe, “Journal of the European Society of Women in Theological Research” 13 (2005), Leuven, Peeters, 2005
- Adriana Valerio (a cura di), Donne e Bibbia. Storia ed esegesi, Edizioni Dehoniane Bologna, Bologna 2006
- Adriana Valerio, Giorgio Butterini e Cecilia Nubola (a cura di), Maria Arcangela Biondini e il monastero delle serve di Maria di Arco. Una fondatrice e un archivio, Il Mulino, Bologna 2007.
- Adriana Valerio e Aldo Pinto (a cura di), S. Antoniello a Port'Alba. Storia – arte – restauro, Fridericiana Universitaria, Napoli 2009
- Adriana Valerio (a cura di), L'Ospedale del reame. Gli Incurabili di Napoli. Storia e arte, Il Torchio della Regina, Napoli 2010
- Adriana Valerio e Kari Elisabeth Børresen (a cura di), Donne e Bibbia nel Medioevo (secoli XII-XV), La Bibbia e le donne 6.2, Il Pozzo di Giacobbe, Trapani 2011.
- Kari Elisabeth Borresen y Adriana Valerio (eds.), Mujeres y Biblia en el Medioevo (siglos XII-XV) entre recepción e interpretación, Verbo Divino, Estella 2012.
- Adriana Valerio, Kari Elisabeth Borresen (Hersg), Frauen und Bibel im Mittelalter, Rezeption und Interpretation, Kohlhammer, Stuttgart 2013.
- Adriana Valerio, Kari Elisabeth Borresen (ed.), The High Middle Ages, SBL, Atlanta 2015
- Adriana Valerio, Nicola Spinosa e Aldo Pinto (a cura di), San Gregorio Armeno. Storia, architettura, Arti e tradizioni, Fridericiana, Napoli 2013.
- Adriana Valerio e Maria Laura Giordano (a cura di), Donne e Bibbia nella crisi dell'Europa cattolica (secoli XVI-XVII), Il Pozzo di Giacobbe, Trapani 2014.
- Adriana Valerio e Maria Laura Giordano (eds.), Reformas y Controrreformas en la Europa católica (s. XV-XVII), Verbo Divino, Estella 2016.
- Leopoldina Naudet, Le conferenze spirituali, Il Segno dei Gabrielli, San Pietro in Cariano (VR) 2014
- Leopoldina Naudet, L'Epistolario, 4 voll, Il Segno dei Gabrielli, San Pietro in Cariano (VR) 2016-2018

### Collana “La dracma”, sotto la direzione di Adriana Valerio
- Adriana Valerio, Cristianesimo al femminile. Donne protagoniste nella storia delle Chiese, Napoli 1990.
- Carla Ricci, Maria Maddalena e le molte altre, Napoli 1991 (tr. in inglese).
- Kari E. Boerresen, Le Madri della Chiesa. Il Medioevo, Napoli 1993.
- Luisa Muraro, Lingua materna scienza divina. Scritti sulla filosofia mistica di Margherita Porete, Napoli 1995 (tr. in spagnolo).
- Adriana Valerio (a cura di), Donna potere e profezia, Napoli 1995.
- Elisa Vicentini, Una chiesa per le donne. Elisa Salerno e il femminismo cristiano, Napoli 1995.
- Luisa Muraro, Le amiche di Dio, Napoli 2001.